# Pseudasellodes daulias
Pseudasellodes daulias là một loài bướm đêm trong họ Geometridae.